# Alpheratz
Alpheratz, známý také jako Sirrah nebo α Andromedae (zkráceně α And), je nejjasnější hvězda v souhvězdí Andromedy. Nachází se přibližně 97 světelných let od Země a tvoří severovýchodní roh známého asterismu Pegasův čtverec.

## Charakteristika
Alpheratz je spektroskopická dvojhvězda skládající se z hlavní složky spektrálního typu B9p a průvodce spektrálního typu A7V. Jasnější složka je typickým zástupcem tzv. manganovo-rtuťových hvězd. Povrchová teplota hlavní složky dosahuje 13 800 K, její hmotnost činí 3,6 M☉ a poloměr přibližně 2,7 R☉. Průvodce je hvězda hlavní posloupnosti s hmotností 1,9 M☉, povrchovou teplotou 7 900 K a svítivostí 15 L☉.
Obě složky obíhají společné těžiště po výstředné dráze s periodou 96,9 dne a excentricitou 0,526.

## Historie pozorování
Alpheratz byl znám již ve starověku. V arabské tradici byl označován jako سرة الفرس (*surrat al-faras*), což znamená „pupek koně“. Tento název odkazuje na původní zařazení hvězdy do souhvězdí Pegasa. Řekové jej spojovali s mytologickou postavou Andromedy. Hvězda byla přiřazena do moderního souhvězdí Andromedy po standardizaci hranic souhvězdí v roce 1930.

## Chemické zvláštnosti
Hlavní složka Alpheratzu je nejjasnější známou manganovo-rtuťovou hvězdou. Tyto hvězdy se vyznačují chemicky nehomogenními atmosférami s neobvykle vysokými koncentracemi těžkých prvků, jako jsou mangan, rtuť, gallium a xenon. Tyto prvky se v atmosféře hvězdy hromadí vlivem procesu známého jako radioativní difuze.

## Pozorování
Díky své jasnosti je Alpheratz snadno viditelný pouhým okem. Nejlépe je pozorovatelný na večerní obloze od srpna do října, kdy se nachází vysoko nad jižním obzorem.

## Význam v jiných kulturách
V čínské astronomii je Alpheratz znám jako 壁宿二 (*Bì Sù èr*), což znamená „druhá hvězda Zdi“. V hindské tradici tvoří část nakšatry Púrva Bhádrapadá spolu s dalšími hvězdami Pegasova čtverce.